# Beuren (Mengen)
Beuren ist ein Teilort der Stadt Mengen mit 267 Einwohnern (Stand: 20. Dez. 2010) im Landkreis Sigmaringen (Baden-Württemberg).

## Geographie

### Geographische Lage
Das Dorf liegt rund fünf Kilometer nordöstlich von Mengen auf 613 m ü. NN. Beuren ist somit der am höchsten gelegene Teilort Mengens. Unterhalb des Dorfes befinden sich die renaturierte Donauaue. Beuren selbst befindet sich auf einer Hochfläche linksseitig der Donau. Die Gemarkungsfläche umfasst rund 351 Hektar (Stand: 23. Dez. 2010).

## Geschichte
Urkundlich im Jahr 1262 erstmals als Burun (Anselm von Burun) erwähnt, ist das Dorf jedoch früheren Ursprungs. So fanden sich im Gewann „Bürgle“ römische Fundmünzen. Eine erste Besiedlung dürfte um 900 n. Chr. erfolgt sein. 1476 wird ein Ortsadel von Beuren genannt. Beuren lag in der Grafschaft Sigmaringen. 1504 schlossen die Grafen Hugo und Christoph zu Werdenweg einen Vertrag mit dem Kloster Heiligkreuztal und dem Spital Mengen wegen der niederen Gerichtsbarkeit. Ab 1590 war Beuren gänzlich im Besitz des Klosters.
Nach der Auflösung des Klosters Heiligkreuztals, ein vorderösterreichischer Landstand, im Jahr 1803 war Beuren Teil des Oberamts Heiligkreuztal. Damit einher ging, dass der Dollhof zur Gemeinde Beuren kam. 1807 ging das Oberamt Heiligkreuztal im württembergischen Oberamt Riedlingen auf. 1856 wurde der Dollhof von Beuren zur politischen Gemeinde Heiligkreuztal umgemeindet.
1938 wurde das Oberamt Riedlingen aufgelöst und die selbstständige Gemeinde zum Landkreis Ehingen eingegliedert. Im Zuge der Gemeindereform in Baden-Württemberg wurde Beuren am 1. Januar 1975 nach Mengen eingemeindet.

## Religionen
Beuren ist mehrheitlich katholisch geprägt. Die katholischen Einwohner der Gemeinde sind zu Hundersingen eingepfarrt, die evangelischen zu Mengen.

## Politik

### Ortschaftsrat
Der Ortschaftsrat Beuren setzt sich aus sechs Mitgliedern zusammen. Im Gemeinderat Mengen repräsentiert ein Vertreter die Beurener. Ebenfalls vertreten ist der Ortsvorsteher, der aber nur beratend teilnimmt.

### Wappen
Das Wappen der ehemals selbständigen Gemeinde Beuren zeigt in Silber ein aufrechtes grünes Lindenblatt mit gespaltenem Stiel, darunter eine grüne Raute.

## Kultur und Sehenswürdigkeiten

### Bauwerke
- Der Hügel „Bürgle“ südöstlich von Beuren wird als der Standort der Burg Hirschbühl[3] verortet. Mauerreste, Scherben und metallische Fundstücke deuten auf einen Burgstall hin. Wobei die Fundmünzen der Beschreibung nach römischen Ursprungs sind. Um diesen Hügel rankt sich die mündliche Überlieferung „Das Bürgle bei Beuren“.[4]
- Das Rathaus Beuren befindet sich in der Heiligkreuztaler Straße.
- Die Kapelle zum Heiligen Wendelin wurde im Jahr 1908 geweiht und gehört zur katholischen Kirchengemeinde Hundersingen-Beuren.[5]

### Regelmäßige Veranstaltungen
- Der St. Wendelinusritt feierte 2009 sein 60-jähriges Jubiläum. Er führt von Beuren nach Hundersingen, an der dortigen Kirche vorbei, dann entlang des Waldes und zuletzt über einen Verbindungsweg zurück ins Dorf.[6]

## Wirtschaft und Infrastruktur

### Verkehr
Bei Beuren verläuft der Donauradweg nicht entlang der Donau, sondern oberhalb durch das Dorf.

### Bildung
In Beuren befindet sich ein Sprachheilkindergarten namens Spatzennest. Diese Ganztagseinrichtung wird durch die Stadt Mengen und den Landkreis Sigmaringen getragen.

## Anmerkung
1. ↑  Gemarkungsfläche 3.510.031 m²